# Girl Crazy (comédie musicale)
Pour les articles homonymes, voir Girl Crazy.
Girl Crazy est une comédie musicale américaine créée à Broadway en 1930.

## Argument
- Acte I : En 1930 à Custerville, petit village de l'Arizona, le jeune citadin Danny Churchill, envoyé en "retraite" par son père dans le ranch familial (nommé Buzzards), débarque au milieu de cow-boys désœuvrés, conduit jusque-là par le chauffeur de taxi Gieber Goldfarb. Danny rencontre la postière du village, Molly Gray, et s'en éprend. Par ailleurs, trouvant la vie morne en ces lieux, il transforme Buzzards en lieu de plaisirs, avec bar, salles de jeux et de spectacles, faisant venir des filles (lesquelles manquent cruellement à Custerville) de la ville. Très vite, l'endroit attire une "faune" bigarrée : Patsy West, une standardiste ; Tess Parker, ancienne amie de Danny ; le joueur professionnel Slick Fothergill (qui devient directeur des jeux) et sa femme Kate, une chanteuse. Arrive aussi l'ancien rival de Danny auprès de Tess, Sam Mason, qui entreprend de flirter avec Molly, laquelle n'est pas indifférente, pour nuire au jeune Churchill.
- Acte II : Danny décide de laisser la place à Sam auprès de Molly ; il est consolé par Gieber qui est resté à Custerville, postulant même au poste (à haut risque) de shérif. Sam ayant été blessé au cours d'une tentative de vol, Danny est suspecté. Molly, déçue par Sam, prend sa défense, ainsi que Gieber. De son côté, Kate est délaissée par Slick, qui séduit d'autres jeunes femmes. Bientôt, Pete et Lank, les véritables auteurs de l'agression envers Sam, sont démasqués par Gieber ; Slick et Kate se retrouvent, Danny et Molly également.

## Fiche technique
- Titre français : Girl Crazy
- Titre original : Girl Crazy
- Livret : Guy Bolton et John McGowan
- Lyrics : Ira Gershwin
- Musique : George Gershwin
- Mise en scène :  Alexander Leftwich
- Chorégraphie : George Hale
- Direction musicale : George Gershwin et Earl Busby
- Orchestrations : Robert Russell Bennett
- Décors : Donald Oenslager
- Costumes : Kiviette
- Producteurs : Alex A. Aarons et Vinton Freedley
- Nombre de représentations : 272
- Date de la première : 14 octobre 1930
- Date de la dernière : 6 juin 1931[2]
- Lieu (ensemble des représentations) : Alvin Theatre, Broadway
- L'orchestre de la création comprenait notamment Tommy Dorsey, Benny Goodman, Gene Krupa et Glenn Miller.
- Roger Edens était le pianiste-répétiteur d'Ethel Merman.

## Distribution originale
- Ethel Merman[3] :  Kate Fothergill
- Ginger Rogers :  Molly Gray
- Allen Kearns :  Danny Churchill
- William Kent :  Slick Fothergill
- Willie Howard :  Gieber Goldfarb
- Oliver Brady :  Tess Parker
- Chief Rivers :  Eagle Rock
- Jack Classon :  Le propriétaire de l'hôtel
- Donald Foster :  Sam Mason
- Eunice Healy :  Flora James
- Starr West Jones :  Lariat Joe
- Carlton Macy :  Lank Sanders
- Peggy O'Connor :  Patsy West
- Lew Parker :  Jake Howell
- Clyde Veaux :  Pete

## Numéros musicaux
("Songs", excepté un numéro)
| Acte I - Overture (orchestre) - Bidin' My Time (quatuor vocal de cow boys) - The Lonesome Cowboy (un cow boy, ensemble masculin) - Could You Use Me ? (Danny, Molly, ensemble masculin) - Bronco Busters (Dudeens, cow boys) - Barbary Coast (Molly, Tess, Flora, ensemble) - Embraceable You (Danny, Molly) - Goldfarb, That's I'm ! (Gieber, Slick, ensemble) - Embraceable You (reprise : Danny, Molly) - Sam and Delilah (Kate) - I Got Rhythm (Kate, ensemble) - Finale (ensemble) | Acte II - Land of the Gay Caballero (ensemble) - But Not for Me (Molly, Gieber) - Treat Me Rough (Slick, ensemble) - Boy ! What Love Has Done To Me ! (Kate) - (When It's) Cactus Time in Arizona (Molly, ensemble) - Finale ultimo (ensemble) |

## Adaptation au cinéma
- 1943 : Fou de girls (Girl Crazy) de Norman Taurog et Busby Berkeley, avec Judy Garland et Mickey Rooney.

Autres films ayant le même titre : voir la page d'homonymie.